# Wapen van Tietjerksteradeel
Het wapen van Tietjerksteradeel is het gemeentelijke wapen van de Friese gemeente Tietjerksteradeel. De beschrijving luidt: 
"Gevierendeeld : I in keel een schepnet en een zeis van zilver, II in zilver een rietplant met drie pluimen, op een grond, alles van sinopel, III in zilver drie geplante bomen van sinopel, IV in azuur een jachthoorn van goud. Het schild gedekt met een gouden kroon van drie bladeren en tweemaal drie parels"

## Geschiedenis
Op 25 maart 1818 werd de gemeente bevestigd met een wapen volgens de volgende omschrijving:
"Gevierendeeld; het eerste van lazuur beladen met een schepnet en een zeissen, geplaatst als een St.Andrieskruis; het tweede van zilver, beladen met een groene koornplant; het derde mede van zilver, beladen met drie boomen van sijnopel; het vierde van keel, beladen met een zwarte hoorn. Het schild gedekt met eene kroon van goud."
De beschrijving maakt geen melding dat het schepnet en de zeis van zilver zijn, dat de hoorn een posthoorn is, dat het wapen voorzien is van een kroon van drie fleurons met tweemaal drie parels. De "koornplant" moet een rietkraag met drie pluimen voorstellen. Het gecarteleerde wapen bestaat uit vier streekwapens; de zeis en het schepnet van Tietjerk, het riet van Suameer, de posthoorn van Bergum. De bomen staan voor Trijnwouden, dat een zilveren schild met drie bomen voerde die symbool staan voor de drie dorpen in het gebied; Oenkerk, Oudkerk en Giekerk. Ieder dorp voert een boom in hun wapen.
Met het Koninklijk Besluit van 11 juli 1985 werden enkele kleurwijzigingen aangebracht, daarnaast de beschrijving verduidelijkt. De kleuren van de kwartieren I en IV waren in 1818 door de Hoge Raad om onbekende redenen gewijzigd; dit is in het wapen van 1985 hersteld.

## Verwante wapens

Tietsjerk
Suameer
Bergum